# Wiegendorf
Wiegendorf település Németországban, azon belül Türingiában. Lakosainak száma 317 fő (2023. december 31.). Wiegendorf Ilmtal-Weinstraße, Apolda, Kapellendorf, Frankendorf, Umpferstedt és Kromsdorf községekkel határos.

## Népesség
A település népességének változása:
| Lakosok száma | 327  | 333  | 334  | 332  | 317  |
|               | 2017 | 2019 | 2021 | 2022 | 2023 |